# 167748 Markkelly
167748 Markkelly è un asteroide della fascia principale. Scoperto nel 2004, presenta un'orbita caratterizzata da un semiasse maggiore pari a 2,3989731 UA e da un'eccentricità di 0,1825300, inclinata di 2,47067° rispetto all'eclittica.